# Időcsapat
Az Időcsapat (néhány alkalommal: Az időosztag; eredeti címén Time Squad) egy amerikai rajzfilmsorozat, melyet a Cartoon Network Studios gyártott és amelyet Amerikában 2001-ben mutattak be. Magyarországon a 2000-es évek elején sugározta a Cartoon Network, majd visszatért 2012-ben a Nyári Humorfesztivál alkalmából időlegesen, továbbá 2005-től 2010-ig magyar nyelven sugározta a magyar Boomerang csatorna, de itt is jelenleg szüneteltetik.

## Cselekmény
Az Időcsapat három tagja: Ottó, Izomköteg felügyelő és Szaki azon fáradoznak, hogy a múltban történő változások ne legyenek kihatással a jövőre. Ezt időutazás, majd a múlt befolyáslása segítségével oldják meg.

## Szereplők
Mindentud OttóPenke Bence
Ottó egy árva fiú, akit befogadott az Időcsapat.
Izomközeg FelügyelőHarkányi Endre
Ő egy időzsaru. Nagyon izmos és magas. Az Időcsapat tagja.
Szaki 3000Csonka András
Egy szürke robot, aki szintén az Időcsapat tagja.

## Epizódok
| Évad | Évad | Részek száma | Részek száma | Eredeti sugárzás | Eredeti sugárzás   |
| Évad | Évad | Részek száma | Részek száma | Évadbemutató     | Évadzáró           |
| ---- | ---- | ------------ | ------------ | ---------------- | ------------------ |
|      | 1.   | 13           | 13           | 2001. június 8.  | 2002. március 29.  |
|      | 2.   | 13           | 13           | 2002. április 5. | 2003. november 28. |

| #            | Magyar cím                         | Angol cím                             |
| ------------ | ---------------------------------- | ------------------------------------- |
|              |                                    |                                       |
| ELSŐ ÉVAD    |                                    |                                       |
|              |                                    |                                       |
| 01           | Eli Whitney húsevő robotjai        | Eli Whitney’s Flesh-Eating Mistake    |
| 01           | Trójai falónak ne nézd a fogát!    | Never Look A Trojan In The Gift Horse |
|              |                                    |                                       |
| 02           | Napóleon, a hódító hadvezér        | Napoleon The Conquered                |
| 02           | Konfuciusz mondásai hosszúak       | Confucius Say… Way Too Much           |
|              |                                    |                                       |
| 03           | Dr. Freud szigete                  | The Island Of Dr. Freud               |
| 03           | Leonardo Da Vinci                  | Daddio Da Vinci                       |
|              |                                    |                                       |
| 04           | A nagy Al titka                    | Big Al’s Big Secret                   |
| 04           | Szaki árprogramozása               | Larry Upgrade                         |
|              |                                    |                                       |
| 05           | Lincoln gonosz énje                | Dishonest Abe                         |
| 05           | A jóságos Feketeszakáll            | Blackbeard, Warm Heart                |
|              |                                    |                                       |
| 06           | Ave Caesar                         | To Hail With Caesar                   |
| 06           | A rabló Robin Hood                 | Robbin’ And Stealin’ With Mr. Hood    |
|              |                                    |                                       |
| 07           |                                    | If It’s Wright, It’s Wrong            |
| 07           | Recruitment Ad                     |                                       |
| 07           | Killing Time                       |                                       |
|              |                                    |                                       |
| 08           | Muszklis van Beethoven             | Ludwig Van Bone Crusher               |
| 08           | Teadélután az időcsapattal         | Tea Time For Time Squad               |
|              |                                    |                                       |
| 09           | Költő rózsaszín szemüvegben        | Every Poe Has A Silver Lining         |
| 09           | Betsy Ross és az amerikai zászló   | Betsy Ross Flies Her Freak Flag       |
|              |                                    |                                       |
| 10           | A pucér miniszterelnök             | The Prime Minister Has No Clothes     |
| 10           | Égen-földön földimogyoró           | Nutorious                             |
|              |                                    |                                       |
| 11           | A rosszcsont Kublai Khan           | Kubla Khan’t                          |
| 11           | Lewis, Clark és Szaki              | Lewis And Clark And Larry             |
|              |                                    |                                       |
| 12           | Rettenthetetlen Iván, a rettenetes | Ivan The Untrainable                  |
| 12           | Buffalo Bill és a postás cowboy    | Where The Bufalo Bill Roams           |
|              |                                    |                                       |
| 13           | Houdini, a rabló bűvész            | Houdini Whodunit!?                    |
| 13           | Szomszéd perpatvar                 | Feud For Thought                      |
|              |                                    |                                       |
| MÁSODIK ÉVAD |                                    |                                       |
|              |                                    |                                       |
| 14           | Szendvics más néven                | A Sandwich By Any Other Name          |
| 14           | Harc Kleopátra kegyeiért           | Shop Like An Egyptian                 |
|              |                                    |                                       |
| 15           | Legyek bolygója                    | Planet Of The Flies                   |
| 15           | Ülő Bika nem üldögél               | Keeping It Real With Sitting Bull     |
|              |                                    |                                       |
| 16           | Attila mégis Isten ostora          | A Thrilla At Attila’s                 |
| 16           | Őrületbe kergető unalom            | Cabin Fever                           |
|              |                                    |                                       |
| 17           | Pasteur, a puncspároló             | Pasteur’s Packs O’Punch               |
| 17           | A honatyák fogalmaznak             | Floundering Fathers                   |
|              |                                    |                                       |
| 18           | Bohóc maffia                       | The Clownfather                       |
| 18           | Gyűlöljük egymást, gyerekek?       | Hate And Let Hate                     |
|              |                                    |                                       |
| 19           |                                    | Love At First Flight                  |
| 19           | Forget The Alamo                   |                                       |
|              |                                    |                                       |
| 20           |                                    | Repeat Offender                       |
| 20           | Ladies And Gentlemen, Monty Zuma   |                                       |
|              |                                    |                                       |
| 21           |                                    | White House Weirdness                 |
| 21           | Nobel Peace Surprise               |                                       |
|              |                                    |                                       |
| 22           |                                    | Out With The In Crowd                 |
| 22           | Child’s Play                       |                                       |
|              |                                    |                                       |
| 23           |                                    | Day Of The Larrys                     |
| 23           | Old Timer’s Squad                  |                                       |
|              |                                    |                                       |
| 24           |                                    | Billy The Baby                        |
| 24           | Father Figure Of Our Country       |                                       |
|              |                                    |                                       |
| 25           |                                    | X Marks The Spot                      |
| 25           | Horse Of Horrors                   |                                       |
|              |                                    |                                       |
| 26           |                                    | Floral Patton                         |
| 26           | Orphan Substitute                  |                                       |
|              |                                    |                                       |